# ATP Tour 2001
In der folgenden Tabelle werden die Turniere der professionellen Herrentennis-Saison 2001 (ATP Tour) dargestellt.
| Ort                 | Land                         | Turnier                                       | Serie                     | Belag¹        | Sieger Einzel       |
| ------------------- | ---------------------------- | --------------------------------------------- | ------------------------- | ------------- | ------------------- |
| Doha                | Katar                        | Qatar Mobil Open 2001                         | International Series      | Hartplatz     | Marcelo Ríos        |
| Chennai             | Indien                       | Gold Flake Open                               | International Series      | Hartplatz     | Michal Tabara       |
| Adelaide            | Australien                   | AAPT Championships                            | International Series      | Hartplatz     | Tommy Haas          |
| Sydney              | Australien                   | Adidas International                          | International Series      | Hartplatz     | Lleyton Hewitt      |
| Auckland            | Neuseeland                   | Heineken Open                                 | International Series      | Hartplatz     | Dominik Hrbatý      |
| Melbourne           | Australien                   | Australian Open                               | Grand Slam                | Hartplatz     | Andre Agassi        |
| Mailand             | Italien                      | Milan Indoors                                 | International Series      | Teppich (i)   | Roger Federer       |
| Bogotá              | Kolumbien                    | Cerveza Club Columbia Open                    | International Series      | Sand          | Fernando Vicente    |
| Kopenhagen          | Dänemark                     | Kopenhagen Open                               | International Series      | Hartplatz(i)  | Tim Henman          |
| Viña del Mar        | Chile                        | Chevrolet Cup                                 | International Series      | Sand          | Guillermo Coria     |
| Marseille           | Frankreich                   | Open 13                                       | International Series      | Hartplatz (i) | Jewgeni Kafelnikow  |
| Buenos Aires        | Argentinien                  | Copa AT&T                                     | International Series      | Sand          | Gustavo Kuerten     |
| Memphis (Tennessee) | Vereinigte Staaten           | Kroger/St. Jude International                 | International Series Gold | Hartplatz (i) | Mark Philippoussis  |
| Rotterdam           | Niederlande                  | ABN/AMRO World Tennis Tournament              | International Series Gold | Hartplatz (i) | Nicolas Escudé      |
| San Jose            | Vereinigte Staaten           | Sybase Open                                   | International Series      | Hartplatz (i) | Greg Rusedski       |
| Acapulco            | Mexiko                       | Abierto Mexicano de Tenis Pegaso              | International Series Gold | Sand          | Gustavo Kuerten     |
| Dubai               | Vereinigte Arabische Emirate | Dubai Tennis Open                             | International Series Gold | Hartplatz     | Juan Carlos Ferrero |
| Scottsdale          | Vereinigte Staaten           | Franklin Templeton Tennis Classic             | International Series      | Hartplatz     | Francisco Clavet    |
| Delray Beach        | Vereinigte Staaten           | Citrix Tennis Championships                   | International Series      | Hartplatz     | Jan-Michael Gambill |
| Indian Wells        | Vereinigte Staaten           | Tennis Masters Series Indian Wells            | ATP Masters Series        | Hartplatz     | Andre Agassi        |
| Miami               | Vereinigte Staaten           | The Ericsson Open                             | ATP Masters Series        | Hartplatz     | Andre Agassi        |
| Casablanca          | Marokko                      | Grand Prix Hassan II                          | International Series      | Sand          | Guillermo Cañas     |
| Estoril             | Portugal                     | Estoril Open                                  | International Series      | Sand          | Juan Carlos Ferrero |
| Monte Carlo         | Monaco                       | Tennis Masters Series Monte-Carlo             | ATP Masters Series        | Sand          | Gustavo Kuerten     |
| Barcelona           | Spanien                      | Open SEAT-Godó 2001                           | International Series Gold | Sand          | Juan Carlos Ferrero |
| Atlanta             | Vereinigte Staaten           | Verizon Tennis Challenge 2001                 | International Series      | Hart          | Andy Roddick        |
| Houston             | Vereinigte Staaten           | US Men’s Clay Court Championships             | International Series      | Sand          | Andy Roddick        |
| München             | Deutschland                  | BMW Open                                      | International Series      | Sand          | Jiří Novák          |
| Mallorca            | Spanien                      | Mallorca Open                                 | International Series      | Sand          | Alberto Martín      |
| Rom                 | Italien                      | Campionati Internazionali d’Italia            | ATP Masters Series        | Sand          | Juan Carlos Ferrero |
| Hamburg             | Deutschland                  | Tennis Masters Series Hamburg                 | ATP Masters Series        | Sand          | Roger Federer       |
| St. Pölten          | Österreich                   | Internationaler Raiffeisen Grand Prix         | International Series      | Sand          | Andrea Gaudenzi     |
| Düsseldorf          | Deutschland                  | ARAG ATP World Team Championship              | World Team Cup            | Sand          | Argentinien         |
| Paris               | Frankreich                   | French Open                                   | Grand Slam                | Sand          | Gustavo Kuerten     |
| Halle (Westf.)      | Deutschland                  | Gerry Weber Open                              | International Series      | Rasen         | Thomas Johansson    |
| London              | Vereinigtes Königreich       | The Stella Artois Grass Court Championships   | International Series      | Rasen         | Lleyton Hewitt      |
| ’s-Hertogenbosch    | Niederlande                  | Heineken Trophy                               | International Series      | Rasen         | Lleyton Hewitt      |
| Nottingham          | Vereinigtes Königreich       | The Nottingham Open                           | International Series      | Rasen         | Thomas Johansson    |
| Wimbledon, London   | Vereinigtes Königreich       | Wimbledon Championships                       | Grand Slam                | Rasen         | Goran Ivanišević    |
| Gstaad              | Schweiz                      | UBS Open Gstaad                               | International Series      | Sand          | Jiří Novák          |
| Båstad              | Schweden                     | Telenordia Swedish Open                       | International Series      | Sand          | Andrea Gaudenzi     |
| Newport             | Vereinigte Staaten           | Miller Lite Hall of Fame Tennis Championships | International Series      | Rasen         | Neville Godwin      |
| Amersfoort          | Niederlande                  | Energis Open                                  | International Series      | Sand          | Àlex Corretja       |
| Stuttgart           | Deutschland                  | 2001 Mercedes Cup                             | International Series Gold | Sand          | Gustavo Kuerten     |
| Umag                | Kroatien                     | Croatia Open                                  | International Series      | Sand          | Carlos Moyá         |
| Kitzbühel           | Österreich                   | Generali Open 2001                            | International Series Gold | Sand          | Nicolás Lapentti    |
| Sopot               | Polen                        | Idea Prokom Open                              | International Series      | Sand          | Tommy Robredo       |
| Los Angeles         | Vereinigte Staaten           | Mercedes-Benz Cup                             | International Series      | Hartplatz     | Andre Agassi        |
| Montreal            | Kanada                       | Kanada Masters                                | ATP Masters Series        | Hartplatz     | Andrei Pavel        |
| Cincinnati          | Vereinigte Staaten           | Tennis Masters Series Cincinnati              | ATP Masters Series        | Hartplatz     | Gustavo Kuerten     |
| Washington, D.C.    | Vereinigte Staaten           | Legg Mason Tennis Classic                     | International Series      | Hartplatz     | Andy Roddick        |
| Indianapolis        | Vereinigte Staaten           | RCA Championships                             | International Series      | Hartplatz     | Patrick Rafter      |
| Long Island         | Vereinigte Staaten           | The Hamlet Cup                                | International Series      | Hartplatz     | Tommy Haas          |
| New York City       | Vereinigte Staaten           | US Open                                       | Grand Slam                | Hartplatz     | Lleyton Hewitt      |
| Salvador            | Brasilien                    | Brasil Open                                   | International Series      | Sand          | Jan Vacek           |
| Bukarest            | Rumänien                     | Gelsor Open Romania                           | International Series      | Sand          | Younes El Aynaoui   |
| Taschkent           | Usbekistan                   | President’s Cup                               | International Series      | Hartplatz     | Marat Safin         |
| Shanghai            | Volksrepublik China          | Heineken Open Shanghai                        | International Series      | Hartplatz     | Rainer Schüttler    |
| Hongkong            | Volksrepublik China          | Salem Open                                    | International Series      | Hartplatz     | Marcelo Ríos        |
| Palermo             | Italien                      | Campionati Internazionali di Sicilia          | International Series      | Sand          | Felix Mantilla      |
| Tokio               | Japan                        | AIG Japan Open                                | International Series Gold | Hartplatz     | Lleyton Hewitt      |
| Moskau              | Russland                     | Kremlin Cup                                   | International Series      | Teppich (i)   | Jewgeni Kafelnikow  |
| Wien                | Österreich                   | CA Tennis Trophy                              | International Series Gold | Hartplatz (i) | Tommy Haas          |
| Lyon                | Frankreich                   | Grand Prix de Tennis de Lyon                  | International Series      | Teppich (i)   | Ivan Ljubičić       |
| Stuttgart           | Deutschland                  | Tennis Masters Series Stuttgart               | ATP Masters Series        | Hartplatz (i) | Tommy Haas          |
| Sankt Petersburg    | Russland                     | St. Petersburg Open                           | International Series      | Teppich (i)   | Marat Safin         |
| Basel               | Schweiz                      | Davidoff Swiss Indoors                        | International Series      | Teppich (i)   | Tim Henman          |
| Stockholm           | Schweden                     | Scania Stockholm Open                         | International Series      | Hartplatz (i) | Sjeng Schalken      |
| Paris               | Frankreich                   | Tennis Masters Series Paris                   | ATP Masters Series        | Teppich (i)   | Sébastien Grosjean  |
| Sydney              | Australien                   | Tennis Masters Cup                            | Tennis Masters Cup        | Hartplatz (i) | Lleyton Hewitt      |

¹ Das Kürzel „(i)“ (= indoor) bedeutet, dass das betreffende Turnier in einer Halle ausgetragen wird.